# Бринь (річка)
Бринь(рос. Брынь) — річка в Росії, у Сухиницькому й Думіницькому районах Калузької області. Ліва притока Жиздри (басейн Оки).

## Опис
Довжина річки 69 км, найкоротша відстань між витоком і гирлом — 43,54 км, коефіцієнт звивистості річки — 1,59. Площа басейну водозбору 745 км².

## Розташування
Бере початок на південно-західній стороні від села Горбатка. Спочатеку тече переважно на південний захід через Юр'єво, Хватово, Хотень, Сухиничі і після села Бринь річка повертає на південний схід. Далі тече понад Хотичіно, Поляки і у селі Дубрівка впадає у річку Жиздру, ліву притоку Оки.
Біля села Плоцьке річку перетинає єврошлях E101М3 (Москва — Київ).
Притоки: Бринець, Бобрівка (ліві); Голівка, Михалівка, Борщівка, Немерська, Урушка (праві).

## Цікаві факти
- У XIX столітті на річці та її питоках працювало багато водяних та вітряних млинів[2].